# Markus Wheaton
Markus Wheaton (Chandler, 7 febbraio 1991) è un giocatore di football americano statunitense che gioca nel ruolo di wide receiver per i Chicago Bears della National Football League (NFL). Fu scelto nel corso del terzo giro del Draft NFL 2013 dai Pittsburgh Steelers. Al college ha giocato a football all’Università statale dell'Oregon.

## Carriera professionistica

### Pittsburgh Steelers
Wheaton fu scelto nel corso del terzo giro del Draft 2013 dai Pittsburgh Steelers. Debuttò come professionista nella settimana 1 contro i Tennessee Titans ritornando 2 kickoff per 36 yard. La prima gara come titolare la disputò nella settimana 4 contro i Minnesota Vikings ricevendo 3 passaggi per 26 yard. La sua stagione da rookie si concluse con 64 yard ricevute in 12 presenze, di cui una come titolare
Nel 2014, Wheaton trovò maggior spazio: il primo touchdown in carriera lo segnò nella settimana 8 contro gli Indianapolis Colts, ripetendosi anche nel turno successivo contro i Baltimore Ravens. La sua seconda annata si chiuse con 53 ricezioni per 644 yard e 2 marcature disputando tutte le 16 partite, 11 delle quali come titolare.
Nella settimana 12 della stagione 2015, dopo avere ricevuto solamente 45 yard nelle precedenti cinque partite, Wheaton disputò la miglior gara in carriera ricevendo 9 passaggi per 201 yard e un touchdown, non sufficienti però ad evitare la sconfitta in casa dei Seahawks.

### Chicago Bears
Il 10 marzo 2017, Wheaton firmò con i Chicago Bears.

## Statistiche
| Partite totali         | 28  |
| Partite da titolare    | 12  |
| Ricezioni              | 59  |
| Yard su ricezione      | 708 |
| Touchdown su ricezione | 2   |

Statistiche aggiornate alla stagione 2014